# Ramón Doll
Ramón Doll (La Plata, 12 de septiembre de 1896 - Buenos Aires, 14 de febrero de 1970) fue un abogado, periodista, escritor y ensayista argentino de origen socialista.

## Trayectoria
Cuando se dividió el Partido Socialista, se fue con los "socialistas independientes" (Antonio De Tomaso y Federico Pinedo), pero luego retornó al socialismo de Repetto. Fue juez del crimen en 1930. Se incorporó al nacionalismo en 1936. A partir de 1938 es colaborador de la revista del Instituto de Investigaciones Históricas "Juan Manuel de Rosas". En 1939 se publica un libro clave de su autoría: "Acerca de una Política Nacional", donde critica al liberalismo argentino.

"Cuando yo llegué a la vida literaria en 1927 - me encontré con que la crítica asumía, ante ciertos desbordes y desorbitaciones de la nueva generación, una extraña actitud, temerosa de opinar, no fuera el diablo que ciertos poemas y cuentos que nadie comprendía fueran obras geniales."
Ramón Doll

Como periodista escribió en las revistas Claridad, Nueva Política y Cabildo; en los periódicos La Vanguardia, Nuevo Orden, La Voz del Plata y El Pampero; y en los semanarios Señales, Azul y Blanco y Política, entre otros.
Fue ministro de Hacienda en la intervención federal de la provincia de Tucumán en 1943; al año siguiente fue Rector Interventor de la Universidad Nacional de Cuyo. Durante la presidencia de Juan Domingo Perón ocupó varios cargos judiciales, como asesor letrado de la Fiscalía de Estado de la provincia de Buenos Aires, y asesor letrado de Transportes de la Capital Federal. Su actuación pública cesó a partir de la instalación de la dictadura autodenominada Revolución Libertadora, que prohibió la actividad intelectual y lo incluyó en sus listas negras. Tras la caída de la dictadura de Pedro Eugenio Aramburu cesaría su persecución política y volvería a su actividad intelectual.

## Obras
- “Ensayos y Críticas”, 1929
- “El caso Radowitzky”, 1929
- “Crítica”, 1930
- “Reconocimientos”, 1931 (Premio Municipal de 1932)
- “Policía Intelectual”, 1933
- “Liberalismo en la literatura y la política”, 1934
- “Acerca de una política nacional”, 1939
- folleto "Del servicio secreto inglés al judío Dickmann", en referencia al diputado socialista Enrique Dickmann, 1942
- folleto "Itinerario de la Revolución Rusa", 1943
- “Lugones, el apolítico y otros ensayos”, 1966 (compilación de Arturo Cambours Ocampo editado por Arturo Peña Lillo)